# Ommata costipennis
Ommata costipennis là một loài bọ cánh cứng trong họ Cerambycidae.